# Музей Артиум
Музей Артиум (исп. El Museo Artium; полное название ― Artium, Centro-Museo Vasco de Arte Contemporáneo ― Артиум, Центральный музей современного баскского искусства) ― музей современного искусства в городе Витория-Гастейс, провинция Алава, Испания. Здание музея возведено по проекту архитектора Хосе Луиса Катона и находится в собственности Провинциального совета Алавы. Музей открыт 26 апреля 2002 года. Директор ― Даниэль Кастильехо. Музей учреждён по инициативе Провинциального совета Алавы, который также является владельцем большинства произведений искусства, находящихся в музее. По заявлению учредителей, цель работы музея заключается в том, чтобы помочь развивать критические общественные взгляды и придать Алаве имидж города, тесно связанного с искусством и культурой.
В музее представлена обширная коллекция современного искусства. Кроме того, здесь регулярно проходят временные выставки и, наконец, проводится интенсивная программа различных образовательных и культурных мероприятий, в рамках которых группы учеников местных школ могут посещать музей в качестве учебного мероприятия.
Основное ядро постоянной коллекции фонд, собранный Провинциальным советом Алавы, хотя в последние годы музей получил в дар многочисленные произведения от частных коллекционеров и государственных учреждений. Приобретения, одобренные Фондом ARTIUM, относятся к трем категориям:
- Произведения, относящиеся к историческому авангарду до 1939 года;
- Произведения, созданные между 1940 и 1990 годами, в том числе работы баскских художников и живописцев из остальной части Испании, которые до сих пор не принадлежат коллекции;
- Работы, принадлежащие к самому современному искусству.

В музее хранятся работы многих художников, в том числе Микеля Барсело, Джозефа Бойса, Джоан Броссы, Хуана Франсиско Касаса, Джейка и Диноса Чепмена, Эдуардо Чиллида, Сальвадора Дали, Оскара Домингеса, Маноло Миллареса, Хуана Миро, Хуана Муньоса, Хорхе Отейсало, Пабло Пабло Пикассо, Антонио Саура, Антони Тапиес, Хуан Усле и Дарио Вильяльба. Здесь также располагается библиотека и центр документации, оба из которых открыты для посещения всеми желающими.
Артиум один из символов муниципалитета Витория-Гастейс и одна из крупнейших площадок художественной сцены в Испании.

## Здание
Здание музея находится в самом центре Витории-Гастейс, на улице Франсия. Конкретно он расположен на трапециевидной, почти прямоугольной площади, и в нём есть главный вестибюль, аудитория, основной зал, ресторан Cube, билетная касса и гардеробная.

## Галерея

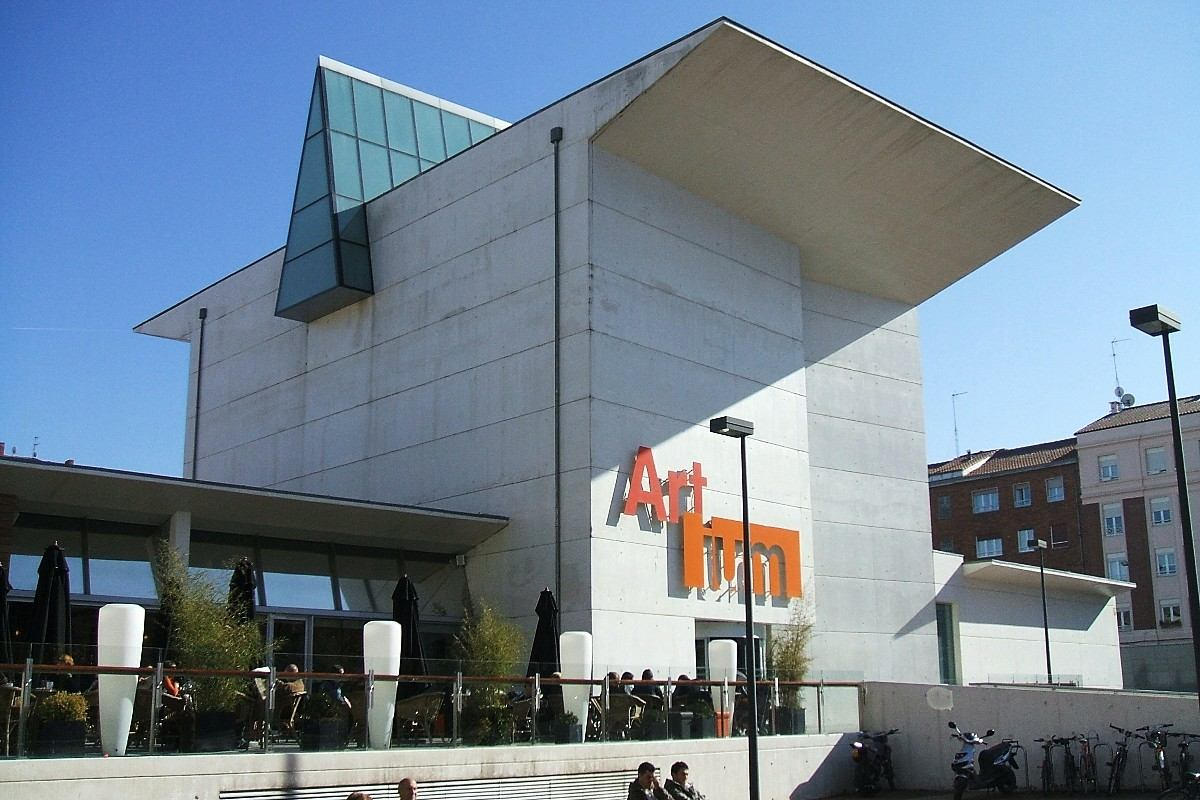
Вид с улицы
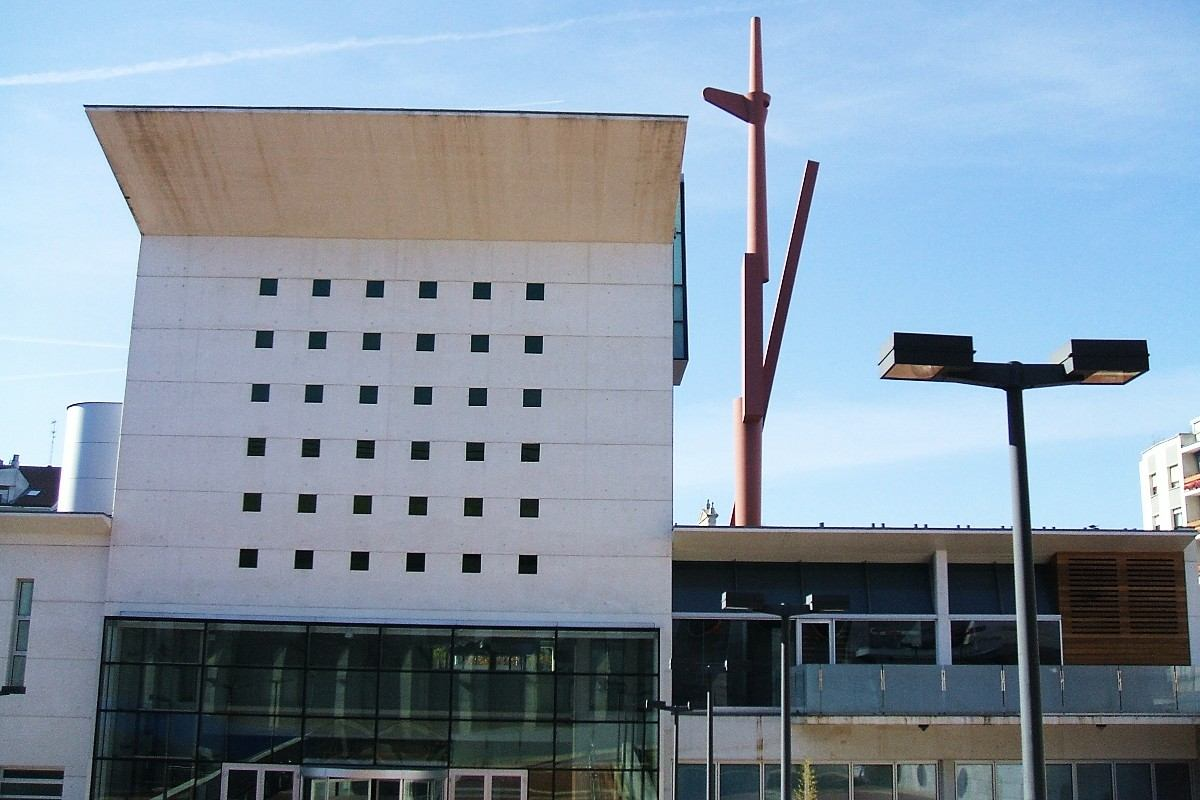
Вид с улицы
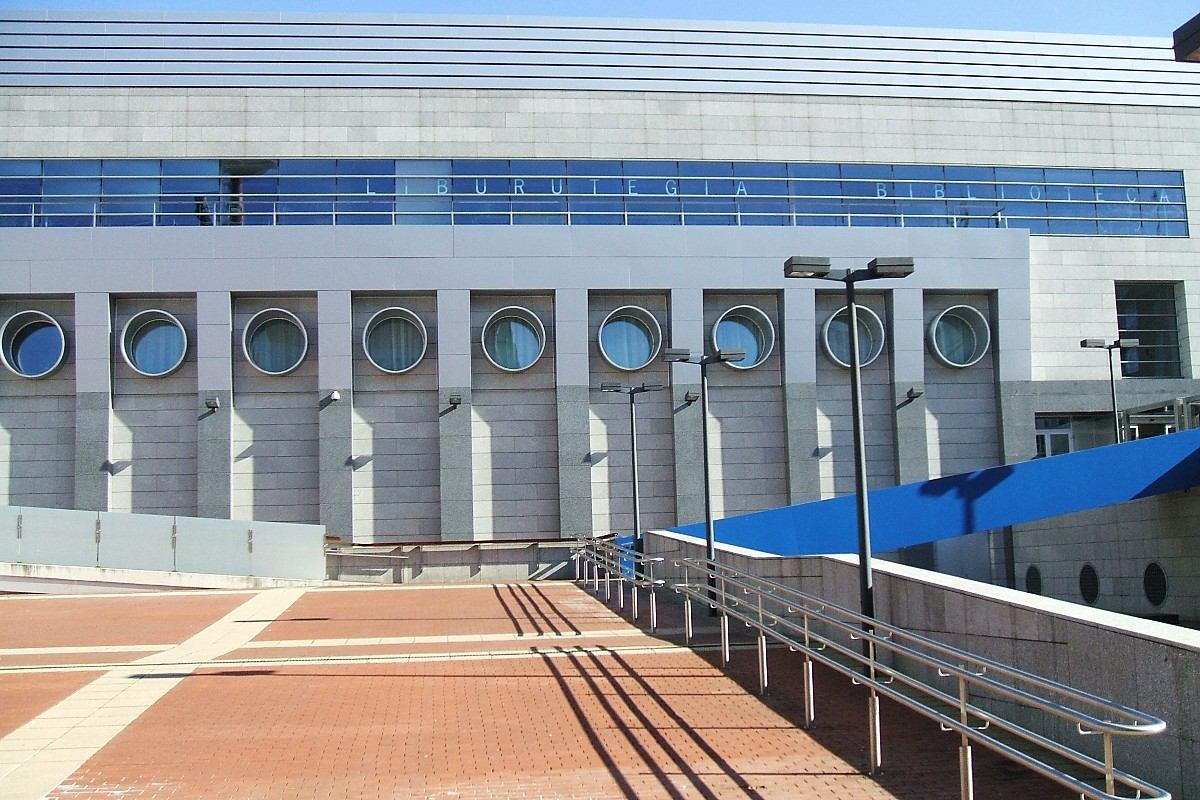
Вид с улицы
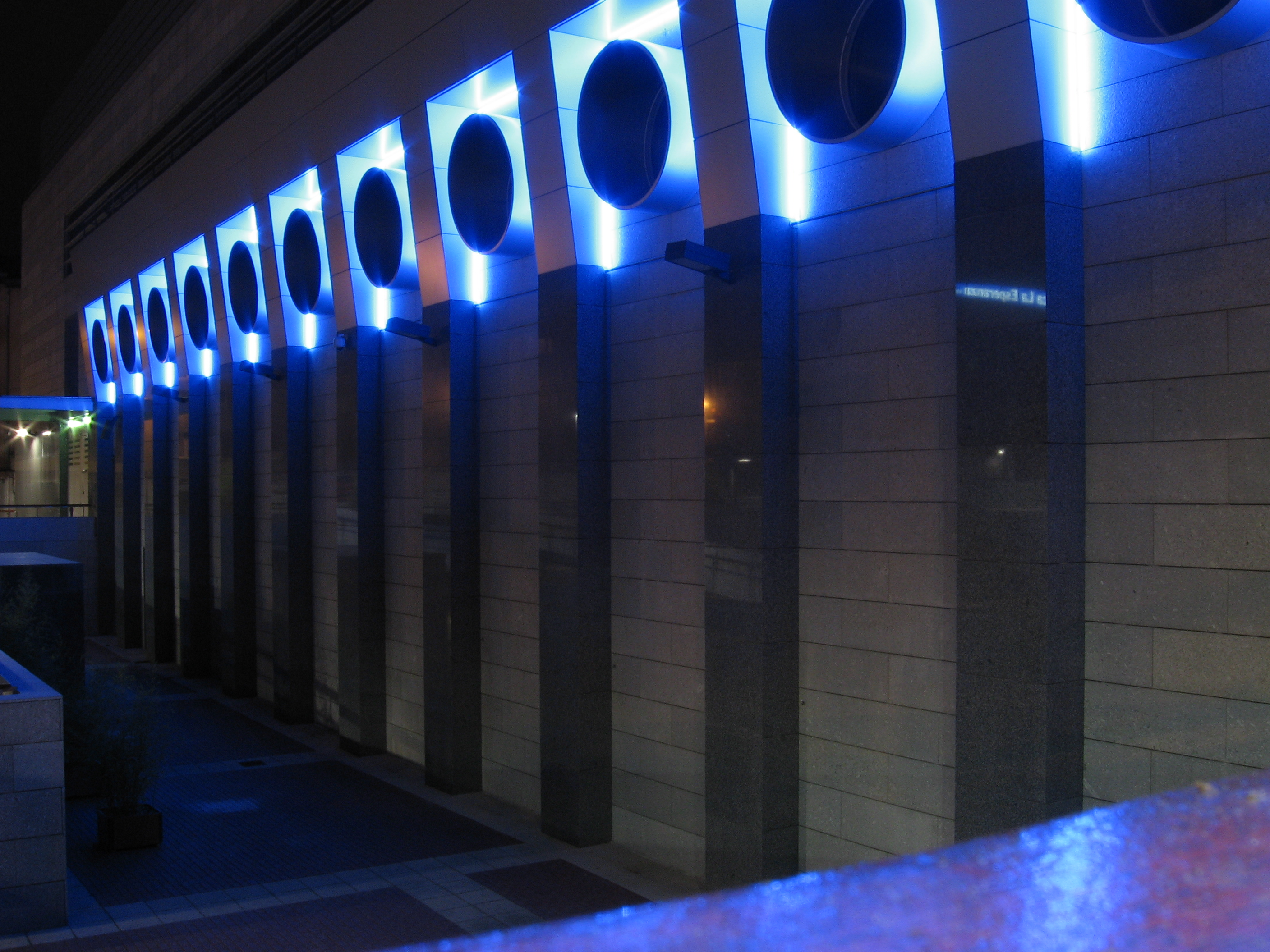
Вид с улицы ночью
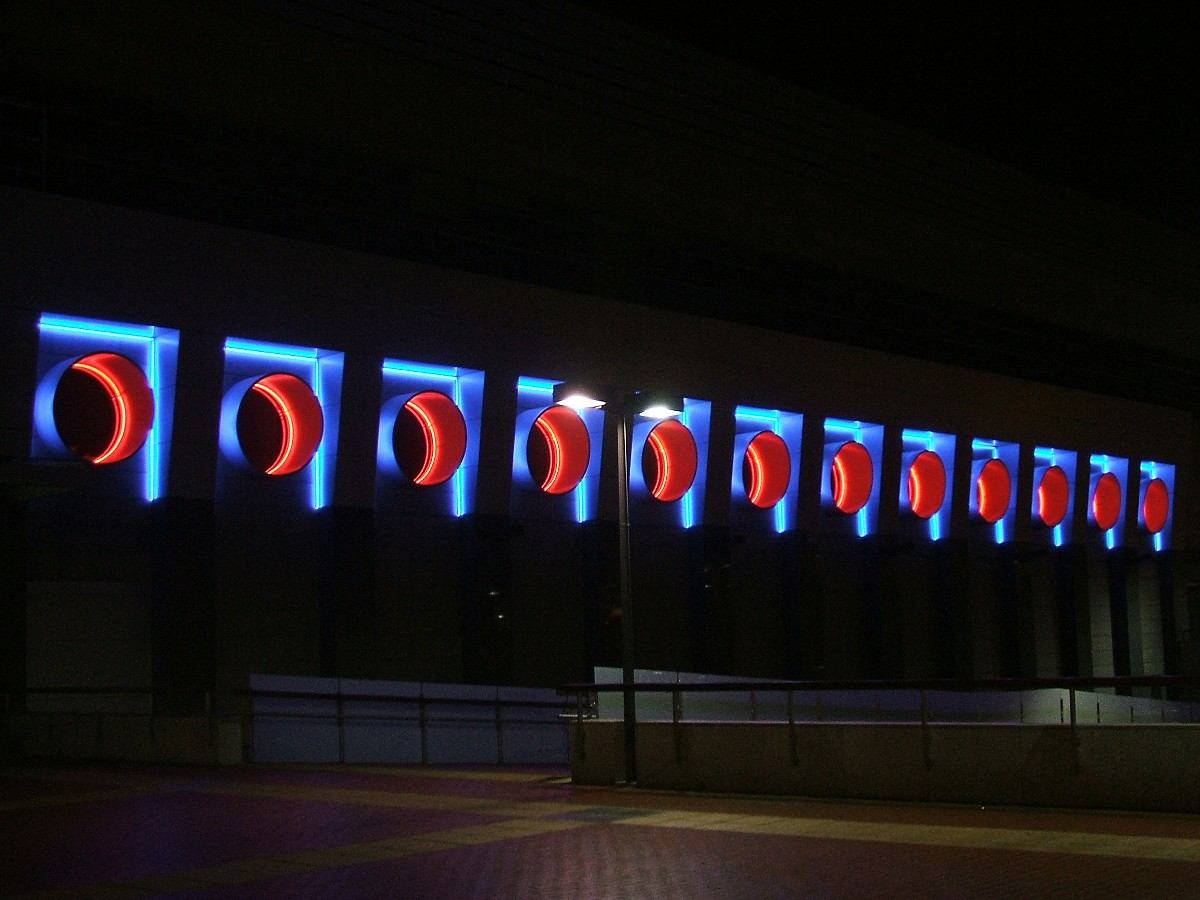
Вид с улицы ночью
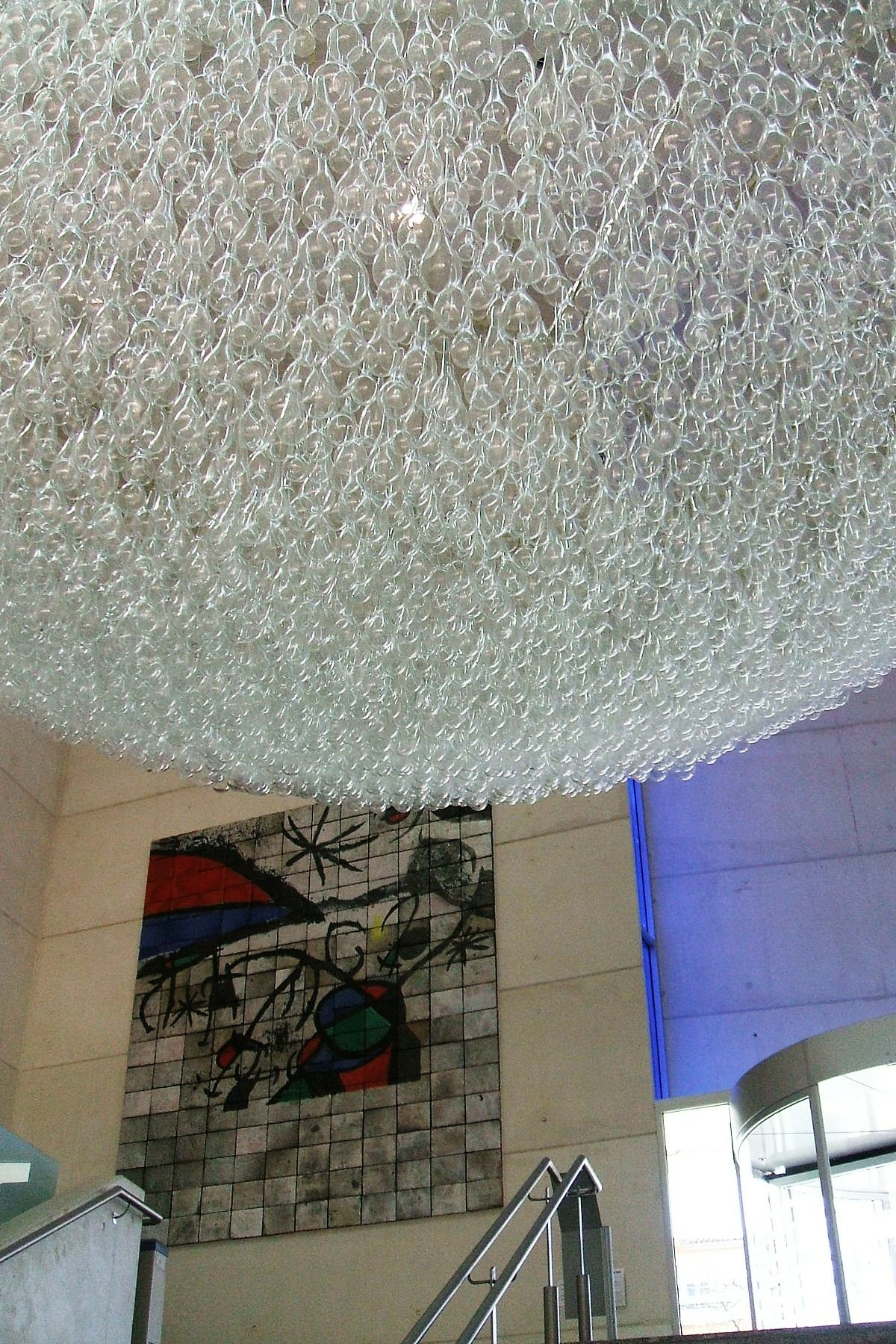
Портал
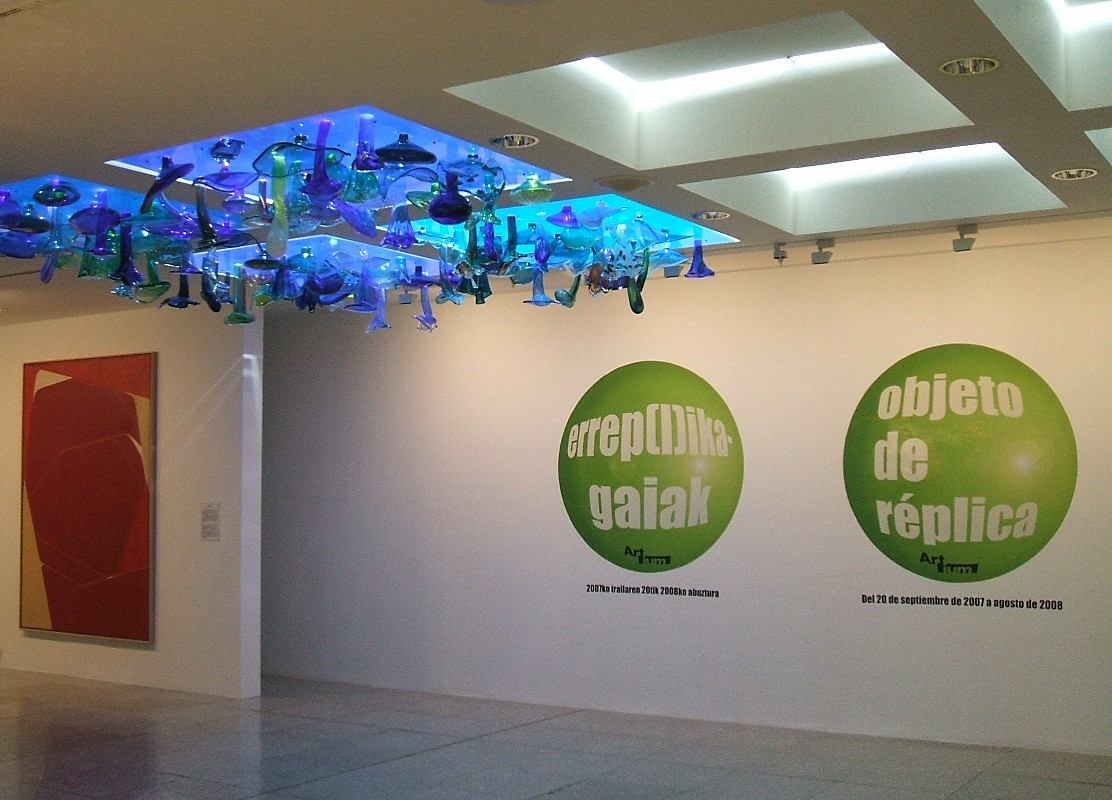
Вид внутри
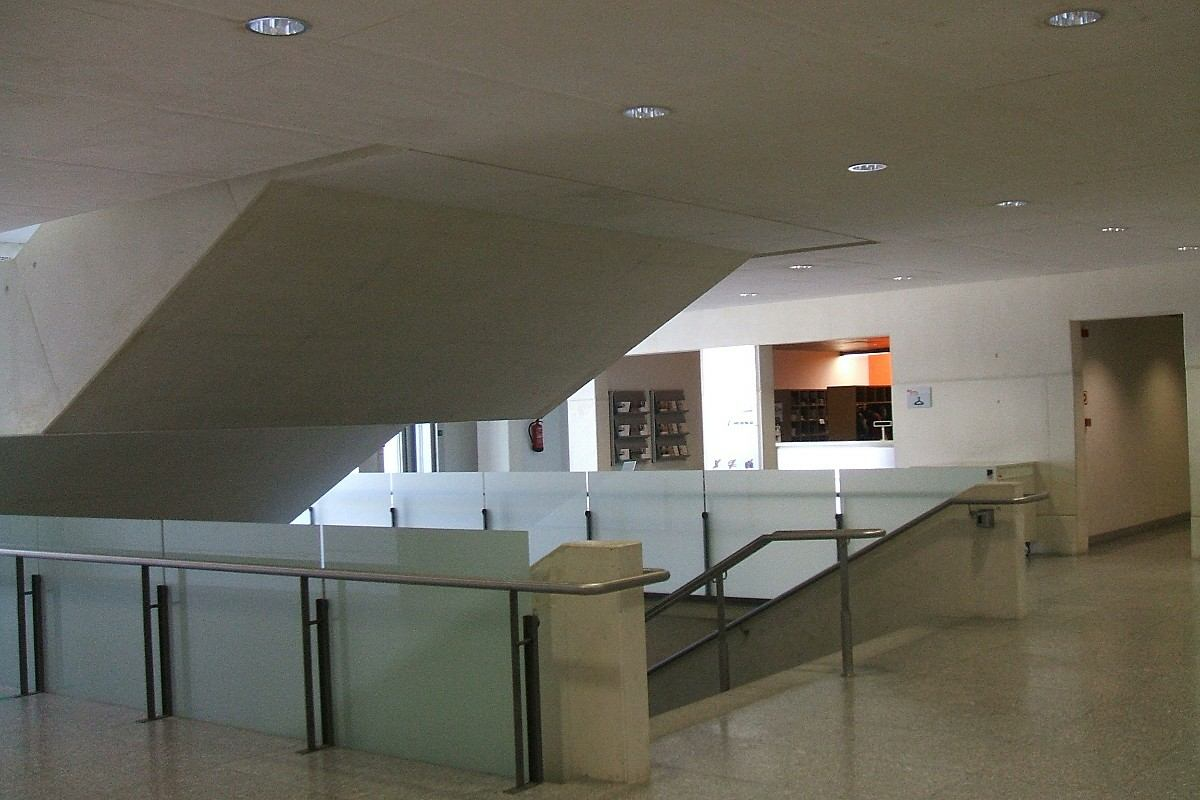
Вид внутри